# Brazylia na Letnich Igrzyskach Olimpijskich 2000
Brazylię na Letnich Igrzyskach Olimpijskich 2000 reprezentowało 205 zawodników, 111 mężczyzn i 94 kobiety.

## Zdobyte medale

### Srebro
| Zawodnik                                                           | Dyscyplina sportowa | Konkurencja        |
| ------------------------------------------------------------------ | ------------------- | ------------------ |
| Vicente de Lima, Edson Ribeiro, André Domingos, Claudinei da Silva | Lekkoatletyka       | Sztafeta 4x100 m   |
| Tiago Camilo                                                       | Judo                | Kategoria do 73 kg |
| Carlos Honorato                                                    | Judo                | Kategoria do 90 kg |
| Robert Scheidt                                                     | Żeglarstwo          | Klasa laser        |
| Zé Marco de Melo, Ricardo Santos                                   | Siatkówka plażowa   | Turniej mężczyzn   |
| Adriana Behar, Shelda Bede                                         | Siatkówka plażowa   | Turniej kobiet     |

### Brąz
| Zawodnik | Dyscyplina sportowa | Konkurencja                      |
| --- | ------------------- | -------------------------------- |
| Janeth Arcain, Alessandra Oliveira, Adriana Aparecida Santos, Cintia Santos, Ilisaine Karen David, Lilian Cristina Goncalves, Silvia Luz, Helen Cristina Luz, Claudia Neves, Adriana Pinto, Kelly Santos, Marta Sobral | Koszykówka          | Turniej kobiet                   |
| André Johannpeter, Álvaro Affonso de Miranda, Luís Felipe Azevedo, Rodrigo Pessoa | Jeździectwo         | Skoki drużynowo                  |
| Torben Grael, Marcelo Ferreira | Żeglarstwo          | Klasa Star                       |
| Fernando Scherer, Gustavo Borges, Carlos Jayme, Edvaldo Valério | Pływanie            | Sztafeta 4x100 m stylem dowolnym |
| Adriana Samuel, Sandra Pires | Siatkówka plażowa   | Turniej kobiet                   |
| Leila Barros, Virna Dias, Erika Coimbra, Janina Conceição, Kely Fraga, Ricarda Lima, Kátia Lopes, Walewska Oliveira, Elisângela Oliveira, Karin Rodrigues, Raquel Silva, Hélia Souza                                   | Siatkówka           | Turniej kobiet                   |